# Optigan
L'Optigan (parola macedonia composta da "optical" e "organ", ovvero "organo ottico") è uno strumento musicale del gruppo degli elettrofoni prodotto dalla società statunitense Mattel nel 1970. È uno strumento polifonico diventato molto popolare ed è simile ai sintetizzatori odierni. Questo è stato un campionatore ottico, in cui i suoni di vari strumenti musicali sono registrati in dischi di celluloide. Oltre alla possibilità di riprodurre gli strumenti esistenti, l'optigan era equipaggiato con un disco contenente il suono tipico predefinito del sintetizzatore, e con i suoni tipici di ritmi di percussioni.

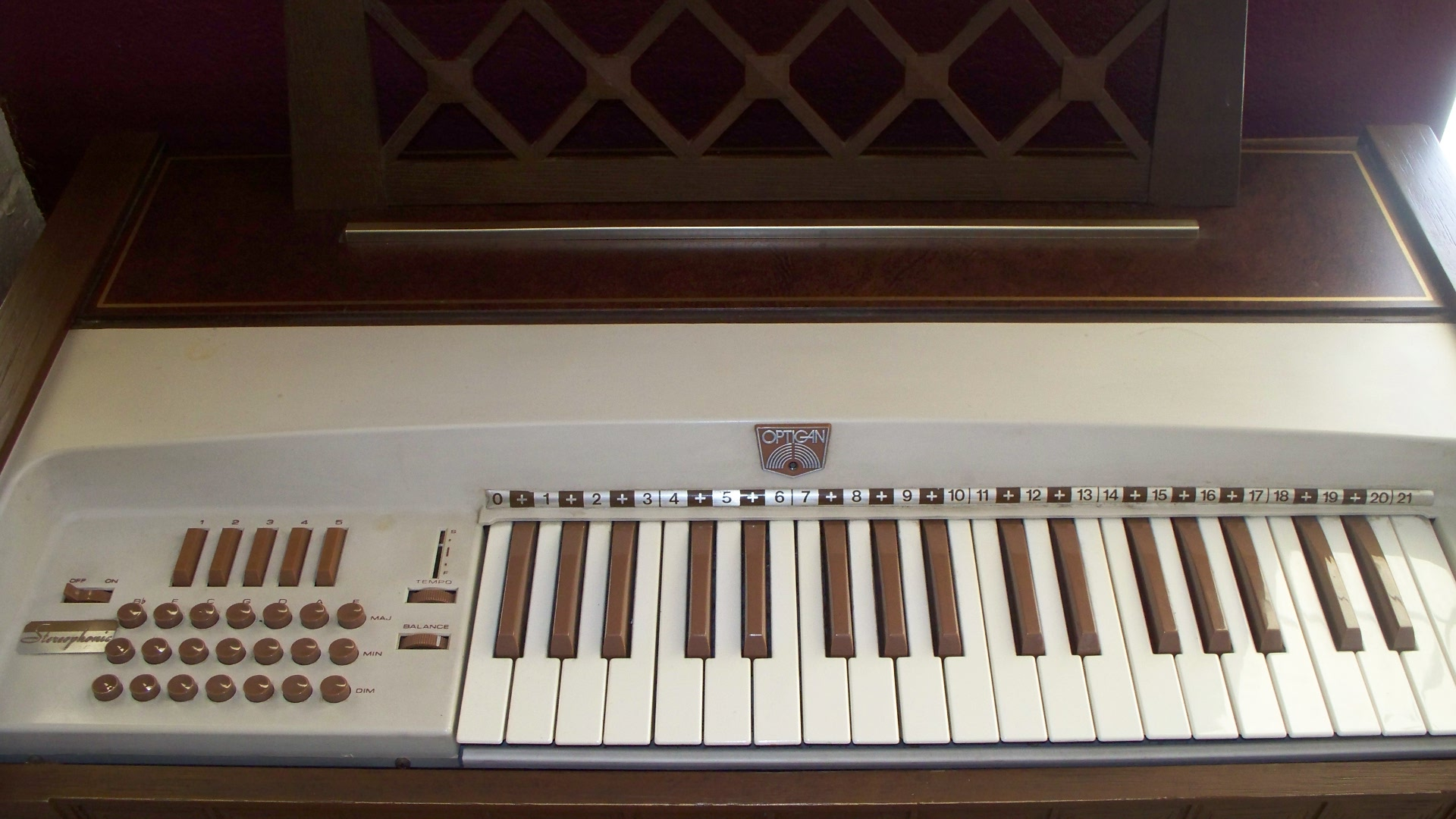
Vista panoramica della tastiera di un modello 35002 Optigan. La striscia codificata sopra la tastiera principale corrispondeva ai numeri dei libri di musica per coloro che non sapevano o potevano leggere la musica.

L'optigan è stato il precursore delle tastiere elettroniche digitali di oggi.

## Musicisti
- Optiganally Yours
- Crash Test Dummies
- Eric Drew Feldman
- Elvis Costello
- David Lynch
- Jon Brion
- Blur
- Marco Benevento
- Fiona Apple
- Tom Waits
- Low
- Laurie Anderson
- Vinicio Capossela
- Saluti da Saturno
- Steve Hackett